# García Álvarez de Toledo y Carrillo de Toledo
García Álvarez de Toledo y Carrillo de Toledo (c. 1424-20 de junio de 1488), fue un noble castellano que primeramente fue el  II conde de Alba de Tormes y luego I duque de Alba de Tormes, título nobiliario hereditario que el rey Enrique IV de Castilla le otorgó en 1472 al convertir el condado de Alba de Tormes en un ducado. También fue el V señor de Valdecorneja, el I marqués de Coria y el I conde de Salvatierra de Tormes.

## Biografía
García Álvarez de Toledo y Carrillo de Toledo era el hijo primogénito de Fernando Álvarez de Toledo y Sarmiento, I conde de Alba de Tormes, y su esposa Mencía Carrillo de Toledo.
Durante su adolescencia, debido a la prisión de su padre ordenada por el rey Juan II de Castilla en 1448, organizó varias incursiones militares contra la nobleza leal al rey.
Con el fallecimiento del rey castellano en 1454 y la coronación del rey Enrique IV de Castilla, el I conde de Alba fue liberado. Entre 1455 y 1456 el joven García participó junto a su padre en las campañas castellanas contra el Reino de Granada donde descollaron en el cerco de Alcalá la Real.
En 1464 falleció el I conde de Alba de Tormes, título que García heredó de su padre.
Durante la Guerra civil castellana de la Baja Edad Media y tras la Farsa de Ávila en la que Alfonso de Castilla, el medio hermano de Enrique IV, se proclamó rey de Castilla, García fue uno de los nobles que permanecieron fieles a Enrique IV.  A cambio de su lealtad recibió de este vastas tierras —extendiendo sus dominios por la Sierra de Gredos y el norte de Extremadura— y la mitad de las rentas de la feria de Medina del Campo. Empero no prestó ayuda a esta ciudad que cayó en poder del Condestable de Castilla ni participó en la batalla de Olmedo, en 1467, en la que combatieron ambos aspirantes regios.
En 1469 García Álvarez de Toledo recibió del rey el Condado de Salvatierra de Tormes.
Tal fue la extensión de las tierras de García, que en 1472 el rey Enrique IV, tratando de evitar una nueva guerra civil entre los nobles castellanos, se vio obligado a firmar el Tratado de los Toros de Guisando, por el cual García Álvarez de Toledo debió renunciar a territorios ubicados al sur de la Sierra de Gredos pero a cambio el rey elevó su título de conde de Alba de Tormes al de duque y reconoció sus derechos sobre Coria. De esta manera García Álvarez de Toledo se convirtió en el I duque de Alba de Tormes y en el I marqués de Coria.
Fallecido el rey Enrique IV, García tomó partido por la futura Isabel I de Castilla —hermanastra del fallecido rey que estaba casada con el futuro rey Fernando II de Aragón— y la apoyó en su enfrentamiento con Juana la Beltraneja en la Guerra de Sucesión Castellana. García participó en la Batalla de Toro, en 1476, en la que los ejércitos isabelinos vencieron a las tropas juanistas.
García fue así uno de los principales nobles aliados de los Reyes Católicos cuyo reinado transformó a España en el primer estado unificado de Europa en la Edad Moderna, aumentando significativamente el poder y la fortuna de esta rama de la Casa de Álvarez de Toledo. Falleció en 1488.

## Mecenazgo cultural y artístico
En la corte ducal trabajó el prestigioso músico Juan de Urreda antes de incorporarse a la capilla musical del Rey Católico, además de poetas como el comendador Diego Román y el madrileño Juan Álvarez Gato, también ligados a esta corte nobiliaria. El comendador Román, incluso, es susceptible de encajar en una hipotética corte literaria del Duque de Alburquerque Beltrán de la Cueva, que se ha teorizado pudo existir entonces.

## Matrimonio y descendencia
García Álvarez de Toledo y Carrillo de Toledo contrajo matrimonio c. 1447 con María Enríquez de Quiñones y Toledo, hija de Fadrique Enríquez, II almirante de Castilla, y de su segunda esposa,Teresa Fernández de Quiñones. Tuvieron nueve hijos e hijas: 
- Fadrique Álvarez de Toledo y Enríquez (1460-1531), II duque de Alba de Tormes.[1][3]
- Mencía Enríquez de Toledo, segunda esposa de Beltrán de la Cueva (Úbeda, 1443-1 de noviembre de 1492), I duque de Alburquerque,[3] I conde de Ledesma y de Huelma, que fue valido de Enrique IV de Castilla, siendo su hijo García de la Cueva y Toledo quien falleció soltero, sin descendencia.
- Teresa de Toledo[1] (m. 1487), quien contrajo matrimonio en 1482 con Pedro Fernández Manrique y Vivero (m. 29 de octubre de 1515), II conde de Osorno,[3] señor del Ducado de Galisteo, hijo de Gabriel Fernández Manrique y de Aldonza de Vivero.
- Francisca Álvarez de Toledo,[1][3] también llamada Francisca de Toledo y Enríquez, que se casó en 1476 con Francisco Fernández de la Cueva y Mendoza (1463-1526), II duque de Alburquerque, hijo de Beltrán de la Cueva, I duque de Alburquerque, y de su primera esposa Mencía de Mendoza y Luna (m. 1476), con descendencia en los duques de Alburquerque, duques de Medinaceli y marqueses de los Vélez.
- María Álvarez de Toledo,[1][3] (m. 1499), dama de la reina Isabel I de Castilla, la Católica, y segunda mujer, en 1491, de Gómez II Suárez de Figueroa (m. 24 de agosto de 1505), II conde de Feria. Su hija María de Figueroa y Álvarez de Toledo casó con Francisco Álvarez de Toledo y Pacheco (m. antes de 1548), III conde de Oropesa.
- Gutierre de Toledo (m. Segovia 20 de agosto de 1506), que fue obispo de Plasencia.[1]
- García Álvarez de Toledo y Enríquez,[1] I señor de La Horcajada, en Ávila, que se casó con Francisca de Solís, hija de Gutierre de Cáceres  Solís, I Conde de Coria, y de Francisca de Toledo, de los condes de Oropesa, con descendencia.
- Pedro Álvarez de Toledo y Enríquez,[1] I señor de Mancera,[3] Salmoral, Narros del Castillo, San Miguel de Serrezuela, Montalbo y Gallegos de Solmirón (diócesis de Ávila), que se casó con Leonor de Ayala, hija de Pedro López de Ayala, comendador de Mora, y de María Dávalos, con descendencia en los señores de Mancera y luego marqueses de Mancera.
- Fernando Álvarez de Toledo y Enríquez (m. 1532), comendador mayor de León,[3] I señor de Villorias, Gran Halconero de Castilla, casó en primeras nupcias con María de Rojas y Pereira, procreando a María de Toledo, esposa de Diego Colón, hijo de Cristóbal Colón, II almirante de la Mar Océana, II virrey de las Indias y II gobernador de las Indias. En segundas nupcias casó con Isabel Pimentel,[3] hija de Luis Fernández Manrique de Lara, II marqués de Aguilar de Campoo y conde de Castañeda, y de Ana Pimentel, con descendencia en los condes de Orgaz, entre otros.